# Acid Queen
Acid Queen (с англ. — «Неприветливая королева») — второй сольный студийный альбом американской певицы Тины Тёрнер, выпущенный в 1975 году на лейбле EMI в Великобритании, и на лейбле United Artists в США.
Материал альбома состоит как из кавер-версий популярных исполнителей, так и из песен, которые написали Тина Тёрнер и Айк Тёрнер.
После выпуска альбома Тина сыграла роль неприветливой королевы в фильме The Who «Томми». Acid Queen стал коммерчески успешным альбомом Тины Тёрнер, однако он не попал в хит-парады.

## Обзор альбома
Музыкальный критик Георгий Старостин в своём обзоре отметил, что Тина исполнила несколько кавер-версий для своего альбома, но сделала она это достаточно интересно. Среди них были две песни The Who и две композиции, принадлежащие группе The Rolling Stones. Также Тина исполнила песню Led Zeppelin «Whole Lotta Love», которая была очень похожа на оригинал. Некоторые песни были записаны дуэтом вместе с Айком, но критик считает это исполнение замечательным. Самой лучшей песней альбома Старостин назвал композицию «Baby Get It On».

## Список композиций
| №  | Название                             | Автор(ы)                                                             | Длительность |
| -- | ------------------------------------ | -------------------------------------------------------------------- | ------------ |
| 1. | «Under My Thumb»                     | Мик Джаггер, Кит Ричардс                                             | 3:22         |
| 2. | «Let's Spend the Night Together»     | Мик Джагер, Кит Ричардс                                              | 2:54         |
| 3. | «Acid Queen»                         | Пит Таунсенд                                                         | 3:01         |
| 4. | «I Can See for Miles»                | Пит Таунсенд                                                         | 2:53         |
| 5. | «Whole Lotta Love»                   | Джон Бонэм, Вилли Диксон, Джон Пол Джонс, Джимми Пейдж, Роберт Плант | 5:24         |
| 6. | «Baby Get It On» (Айк & Тина Тёрнер) | Айк Тёрнер, Тина Тёрнер                                              | 5:34         |
| 7. | «Bootsy Whitelaw»                    | Тина Тёрнер                                                          | 5:06         |
| 8. | «Pick Me Tonight»                    | Тина Тёрнер                                                          | 3:13         |
| 9. | «Rockin' and Rollin'»                | Айк Тёрнер                                                           | 4:02         |

| №   | Название                                                 | Автор(ы)                    | Длительность |
| --- | -------------------------------------------------------- | --------------------------- | ------------ |
| 10. | «I Know (You Don't Love Me No More)» (Айк & Тина Тёрнер) | Барбара Джордж              | 3:22         |
| 11. | «Crazy 'Bout You Baby» (Айк & Тина Тёрнер)               | Санни Бой Уильямсон II      | 3:26         |
| 12. | «I've Been Loving You Too Long» (Айк & Тина Тёрнер)      | Отис Реддинг, Джерри Батлер | 3:55         |